# II. János nyitrai püspök
János (12–13. század) magyar katolikus főpap.

## Élete
A Magyar Archontológiában 1196 és 1215 között, Durdík 1866-os listáján 1204 és 1222 között a nyitrai egyházmegye 5. püspöke, a semat-ban 1203 és 1223 között a 6. püspök.
Utóda a Magyar Archontológiában 1216–1222 között, míg Durdíknál 1222–? Vince, a semat-ban 1223–1234 között Jakab.